# 포리너 (영화)
포리너(The Foreigner)는 폴란드에서 제작된 마이클 오브로위츠 감독의 2003년 액션 영화이다. 스티븐 시걸 등이 주연으로 출연하였고 카말 어바욱하터 등이 제작에 참여하였다.

## 출연

### 주연
- 스티븐 시걸

### 조연
- 해리 반 고컴
- 제프리 피어스
- 안나 루이즈 플로우먼
- 맥스 라이언
- 셔먼 오거스터스

## 제작진
- Line PD: 알리슨 세멘자
- Line PD: 윌리암 B. 스테클리
- 공동제작: 필립 B. 골드핀
- 공동제작: 트레시 밀러
- 미술: 카타르지나 보크젝
- Ass-PD: 빈 당
- 배역: 제레미 지머먼